# Raïta
 (juillet 2025).
Si vous disposez d'ouvrages ou d'articles de référence ou si vous connaissez des sites web de qualité traitant du thème abordé ici, merci de compléter l'article en donnant les références utiles à sa vérifiabilité et en les liant à la section « Notes et références ».
Le raïta est une sauce du sous-continent indien (Inde, Pakistan, Bangladesh), à base de yaourt, et de légumes (concombre, carotte), qui permet d'adoucir le goût des mets épicés.
Son goût est très frais.

## Préparation
Le raïta est constitué de yaourt frais, généralement issu de lait de vache, de légumes comme le concombre, les carottes ou de fruits (ananas, papaye), éventuellement du piment vert, des morceaux d'oignon, des tomates. Il est assaisonné de cumin et de graines de moutarde noire frites. Le gingembre cru râpé et l'ail écrasé sont parfois rajoutés.
Ses multiples variantes doivent être choisies en fonction du plat avec lequel il est servi.
Le raïta accompagne notamment très bien le biryani.